# Александра Фјодоровна
Александра Фјодоровна (рус. Александра Фёдоровна) била је руска царица, супруга последњег руског цара Николаја II Александровича. Руска православна црква ју је канонизовала за светитеља.

## Биографија
Рођена је 6. јуна 1872. године у Дармштату у Хесену, а умрла је 17. јула 1918. у Екатеринбургу, када су њу, цара и њену децу стрељали бољшевици. За руског цара удала се 26. новембра 1894. у Санкт Петербургу.
Била је ћерка Лудвига IV, великог војводе од Хесена и Рајне, и принцезе Алисе од Велике Британије, ћерке краљице Викторије. Имала је шесторо браће и сестара. Њен старији брат, принц Фридрих од Хесена и Рајне, боловао је од хемофилије, и умро је од пада када је Александра имала једну годину. У новембру 1878. године, од дифтерије умиру њене мајка и сестра. Након њихове смрти, мала Аликс постаје затворенија и повученија.
У марту 1892. године, када је Александра имала деветнаест година, умро је и њен отац Лудвиг. Ово је за Александру представљало велику бол, пошто је Фридрих био њен једини родитељ након Алисине смрти.

## Веридба
1884. године, на венчању своје сестре Елизабете у Санкт Петербургу, Александра упознаје руског царевића, будућег цара Николаја II, и њих двоје се убрзо заљубљују. У свом дневнику, Николај је назива "слатком малом Аликс" и даје јој брош у знак љубави. 1890. године, будући цар записује у свој дневник следеће: ""Сањам да се једног дана оженим Аликс Х(есенском). Одавно је волим, али много дубље и јаче од 1889. године, када је провела шест недеља у Петербургу. Дуго времена сам се опирао својој жељи да ће мој најдражи сан постати јава.". Николај и Александра су били у сродству, преко заједничке прабаке принцезе Вилхелмине од Бадена.
Краљици Викторији се није допала идеја о браку између њене унуке и будућег цара Русије. Није сматрала да ће Александра бити безбедна у страној држави, и није имала добро мишљење о Русима. С друге стране, Николајеви родитељи, цар Александар и царица Марија, били су анти-немачки настројени и нису прихватали Александру за снају. Александар је желео да Николај ожени принцезу Маргарету од Прусије, сестру цара Вилхелма II. Николај је изјавио да ће "радије постати монах него се оженити Маргаретом", а Александра је одбијала да промени веру и одрекне се протестантизма.
Када се Александар III разболео 1894. године, одлучио је да дозволи сину брак са Александром, желећи да осигура продужење царске лозе. Николај је био одлучан у томе да ожени Аликс. Запросио ју је и покушао је да је убеди да пређе у православље. Она је одбила просидбу, и разговарала је са својом сестром Елом. Сама Ела није морала да се одрекне лутеранства када се удала. Следећег дана, разговарала је са Вилхелмом II, царем Прусије, (који се надао да ће овај брак побољшати руско-немачке везе) и војвоткињом Маријом од Меклебурн-Шверинга (немачком принцезом која је променила веру по удаји за Николајевог ујака Владимира). Пристала је на брак када ју је Николај други пут запросио.

## Венчање
Првог новембра 1894. године, умро је цар Александар III, у четрдесет и деветој години. Тако је Николај постао цар Русије. Следећег дана, Александра је прешла у православље, иако није морала да се одрекне претходне вере. Првобитно је хтела да узме име Јекатерина, али ју је Николај убедио да узме име Александра, пошто су се Николајеви прабаба и прадеда звали Николај и Александра.
Дана 26. новембра 1894. године, Александра и Николај су се венчали у Великој цркви Зимске палате у Санкт Петербургу. Људи су били у жалости због смрти цара, али овај дан је протекао мирније, због рођендана царице-удове. Многи Руси су сматрали Александрин долазак лошим предзнаком, јер се удала брзо након смрти цара. Сама Александра писала је сестри: "Наше ми је венчање деловало као наставак сахране цара, са једном битном разликом; носила сам белу хаљину уместо црне."

## Крунисање
Дана 14. маја 1896. године, Николај и Александра су крунисани у Катедрали Узнесења у Кремљу.
500.000 Руса се окупило у Кремљу, како би присуствовало церемонији. Полиција није успела да одржи ред, и хиљаде људи је страдало у стампеду. Цар и царица су тог дана отишли на бал. Иако су касније нудили помоћ у виду плаћања сахране настрадалих, овај поступак их је окаљао у очима многих Руса.
Александрино знање француског језика је било лоше, а то је био језик руске аристократије. Руски је говорила с јаким акцентом. Била је несигурна због свог порекла, и желела је да је сви третирају са поштовањем вредним руске царице. Није се трудила да задобије симпатије народа, а није била омиљена ни у царској породици. Када су једном приликом цар и она путовали возом на Криму, цар Николај је изашао на прозор и махао људима. Александра је одбила да то учини, што је разбеснело царицу удову: "[Александра] мисли да је царска породица "изнад тога". На шта мисли? Изнад задобијања подршке народа?... А опет, тако се често жали на равнодушан став народа о њој.”

## Проблеми у рађању престолонаследника
Према одлуци цара Павла, руски престо је могао да наследи само мушкарац. Зато је на Александру вршен огроман притисак да роди мушко дете. 15. новембра 1895. године, родила је прву кћерку, Олгу. Многи су били разочарани због бебиног пола, али Николај и Александра су били пресрећни и обасипали су дете љубављу. Олгино рођење није променило положај Николајевог брата, великог кнеза Џорџа, као следећег у реду за царски престо. 10. јуна 1897. године, Александра је родила другу девојчицу, којој су наденули име Татјана. Николај је био радостан, али чланови његове породице су били забринути. Царица је имала само двадесет и три године, а никако није могла да роди дечака. Када се пробудила из анестезије, Александра је видела "забринута и суморна лица око себе" и "запала у хистерију." Вриштала је, "Боже мој, опет девојчица! Шта ће људи рећи, шта ће људи рећи?!". Александрина неспособност да роди сина ју је учинила још непопуларнијом у народу. 26. јуна 1899. године, родила је трећу кћерку Марију. Краљица Викторија је у телеграму изразила жаљење због још једне девојчице. Две недеље пре Маријиног рођења, умро је велики кнез Џорџ, па је тако престолонаследник постао Михаил. У октобру 1900. године, цар Николај се озбиљно разболео од тифуса. Морало се расправљати о поступцима након његове могуће смрти. Александра је тада била поново трудна, и ово ју је веома погодило. Желела је да је прогласе за регента, убеђена да носи сина. Николајеви министри су одбили, и решено је да ће Михаил наследити престо ако Александра не роди сина. Ако роди сина, Михаил ће се одрећи престола у корист свог нећака. Александра је тада све мање веровала министрима, убеђена да желе да одузму право њеног нерођеног сина на престо.
Ипак, 18. јуна 1901. године, поново се родила девојчица, којој су дали име Анастасија. Цар и царица су се окренули окултизму са жељом да добију сина. Александра је поново затруднела 1904. године, и пол следећег детета је био кључан за Александрин положај у руском друштву.
На радост многих, 12. августа родио се царевић Алексеј. Срећа није дуго трајала, јер се установило да дете болује од хемофилије. Хемофилија је била честа у европским дворовима. Звали су је "краљевским обољењем". Хемофилију је Аликс пренела сину, а она ју је наследила од бабе Викторије. Алексејева болест била је строго чувана тајна, и за њу је знала неколицина чланова породице. Александра је даноноћно бдила над сином, кривећи себе због његове болести. Од хемофилије јој је умро и брат. Царица је размазила сина, и он је постао центар њеног живота. Када је царевић био добро, "цела палата се трансформисала и све је било у потпуној радости".

#### Однос царице са својом децом
Велика кнегињица Олга се често жалила да мајка нема много времена за њу, и имала је ближи однос са царем.
Татјана је била верна мајци, и многи су запажали њихову физичку сличност.
Марија је такође била блиска са мајком, али је често бринула да мајка више воли Анастасију. Царица ју је у писмима често убеђивала у своју љубав, па јој у писму каже: "Слатко дете, мораш ми обећати да више никада нећеш помислити да те нико не воли. Како је уопште таква идеја ушла у твоју главицу?! Сместа је избаци."
Анастасија је такође личила на мајку по изгледу, али њихове личности биле су различите; Анастасија је била породични шаљивџија, и запажено је да је једино она успевала да насмеје царицу у последњим месецима живота царске породице.

## Распућин
Пошто је утврђено да царевић болује од хемофилије, царица се окренула руским докторима. Доктори нису били успешни, и Александра се све више окретала ка мистицизму. Била је посвећена вери.
Нико није могао да помогне Алексеју, све док се није појавио монах Распућин. Он је био из Сибира, и заправо је био познат у граду као ноторна пијаница. Ипак, молитвама је успевао да излечи дечака. Нико не зна како је он то успевао, али дечаково стање бивало би боље након Распућиновог доласка. Царичина вера у Распућина била је веома јака, и он је полако стицао утицај у царској породици.
Један део породице сматрао је Распућина за чудотворца, а други су га презирали. Гнушали су се његове блиске везе са царицом, не знајући притом за царевићево стање. Кружиле су приче о Распућиновом животу у Сибиру. На пример, причало се да је он венчавао сељаке, у замену за ноћ са будућом младом. Царица је одбацивала ове приче, карактеришући их као "обичне трачеве".
Своју децу је учила да на Распућина гледају као на пријатеља, чудотворца који ће помоћи Алексеју. Деца су била веома блиска са њим, и често су говорила о религији са њим.
1912. године у Пољској, Алексејево стање било је веома лоше. Био је на самрти, и спремљен је телеграм који ће објавити вест о његовој смрти. Очајна Александра је послала телеграм Распућину, који је одговорио: "Бог је видео твоје сузе и чуо твоје молитве. Не очајавај. Малишан неће умрети. Немојте дозволити лекарима да га много замарају.". Дете је оздравило, и овај догађај је још више учврстио монахов положај на двору.
Распућин је убијен 30. децембра 1916. године, а међу убицама је био и принц Феликс Јусупов, иначе муж Николајеве нећаке. Александра беше очајна; сада је нестао заштитник њеног детета, и Алексејева будућност је поново неизвесна.

## Први светски рат
Када је обавештена у рату, царица је успаничено утрчала у царев кабинет, са речима: "Рат! И ја не знам ништа о томе! Ово је крај свега!"
Александрино немачко порекло учинило ју је још непопуларнијом у народу. Сматрало се да је она немачка шпијунка, да чак и преговара са Немцима о миру. Пруски цар беше Александрин први рођак, али она није имала лепо мишљење о цару Прусије. Приватно је записала да је он "ништа друго до један кловн. Нема прави значај, а једине добре особине су му строгост и верност жени."
Николај је 1915. године отишао на фронт, и Александра је владала у његово име. Показала се као невешта државница, често мењајући министре по свом нахођењу. Ни народ ни војници нису били задовољни, а Александра је уважавала само Распућиново мишљење. Веровало се, погрешно, да су љубавници.
Између 1916. и 1917. године, велика кнегиња Марија Фјодоровна планирала је да збаци цара Николаја и на престо постави свог малодобног сина. Сматрало се да је и царица удова била умешана у ову заверу. Није познато кога је желела на престолу уместо сина. Царица удова је поставила ултиматум - или ће Распућин да оде, или ће се Николај збацити са трона. Александра је убедила мужа да нареди својој мајци да напусти Москву. Тако и би. Царица удова је отишла у Кијев и више никада се није вратила у Санкт Петербург.
Александра и њене кћерке су учествовале у раду болница током рата, превијајући рањенике. Сарађивале су са Вером Гедројц, једном од првих женских лекара у Русији.

## Револуција и заточеништво
Глад се раширила у Русији. Први светски рат донео је многе потешкоће у земљи, економија је слабила. Све је било подређено рату, и петнаест милиона мушкараца је послато у рат. Ово је изазвало бес у многим градовима, па и у Петербургу.
Царева одлука да директно преузме команду над војском показала се као катастрофална, и он је био окривљен за све војне губитке. 7. марта 1917. године, дошло је до великог штрајка у градовима. Ситуација је страховито погоршала, у земљи је владала масовна глад. После два дана протеста, 11. марта, цар је наредио војницима да успоставе ред и пуцано је на демонстранте. Истог дана, Дума, врста скупштине у којој је и даље апсолутну моћ имао Николај, захтевала је од цара да преузме одговорност. Он је одговорио распуштањем Думе.
Дана 12. марта, војници су се придружили побунама, тако започињући Фебруарску револуцију. Војници и радници су успоставили "Петроградски совјет" од 2500 људи, док је Дума објавила провинцијалну владу 13. марта. Кључна особа новог режима био је Александар Керенски. Дума је обавестила цара да мора да абдицира.
Са жељом да угуши побуне, Николај је кренуо возом у главни град. Воз је заустављен у Пскову, где је цар абдицирао и у своје име, и у име царевића Алексеја. Када је стигао у Александровску палату у Царско Село, где је живео са породицом, ухапшен је и стављен у кућни притвор, заједно са женом и децом.
Почели су преговори о томе шта радити са царском породицом. Енглески краљ је одбио да прими бивши царски пар у своју земљу. Николај и Александра не би били безбедни ни у Француској.
Николај и Александра су изразили жељу да буду премештени у Ливадију, где су често проводили одмор. Керенски је сматрао да је то превише опасно. Коначно, породица је одведена у Тоболск, августа 1917. године. У Тоболску, народ је више симпатетисао са бившим царем. Породица је остала тамо до Бољшевичке револуције у новембру 1917. године. Јачање бољшевика је умногоме погоршало положај бивше царске породице. 1918. године, породица је премештена у Јекатеринбург, који су контролисали бољшевици. 30. априла стигли су у дом Ипатјева. Седамдесет и пет чувара је чувало породицу. Њихов живот је био суморан, а кретање ограничено. Имали су мало привилегија, и време су проводили у шетњи око куће и цепајући дрва. Деца су правила позоришне представе, цар је свима увече читао наглас, а царица је плела. Главни човек у дому Ипатјева био је Александар Аведејев, за кога је примећено да је бивши царски пар насловљавао као "Николаја крвопију" и "немачку кучку". Сваког дана су могли бити раздвојени или убијени, и живели су мирно, али у великом страху.
Дана 4. јула 1918. године, главни човек у дому Ипатјева постао је Јаков Јуровски. Он је био лојалан бољшевицима, човек на кога је Москва могла да рачуна. Он је пооштрио безбедност у кући и од породице су отете многе вредне ствари, попут накита. Александра је задржала две наруквице, које је добила као дете на поклон од ујака. Пронађене су тек после смрти породице.

## Смрт
16. јул 1918. године био је сасвим обичан дан за Александру и њену породицу. У седам увече, Јуровски је позвао своје људе и наредио им да узму револвере. Наоружани са двадесет револвера, Јуровски је групи рекао: "Данас, сви пуцамо на целу породицу." Горе, цар и царица су играли карте, и у пола једанаест отишли на спавање.
Романове и њихове бивше слуге, које беху пошле са њима у Сибир, пробудише и рекоше им да пођу у подрум. Царевић није могао да хода, и отац га је носио. Када су стигли у просторију, цар је затражио столицу за супругу и сина, која им беше дата. Романови су веровали да ће бити избављени, послати у иностранство. Јуровски је ушао, са речима: "Ваши су рођаци покушали да вас спасу; нису у томе успели и ми вас сада морамо упуцати." Цар је успео само збуњено да замуца, пре него што је упуцан неколико пута у груди. Александра је гледала мужа како умире, док и њу није докрајчио Петер Емарков, који је у пијаном стању избо леш ње и њеног мужа. Убијена су и царска деца. Девојчице су испод одеће имале дијаманте, које би дале у закуп да су успеле да побегну. Зато нису одмах пале мртве, већ је требало неколико пута пуцати у њих.
После убиства, породица је сахрањена у оближњој шуми. Њихови остаци нису пронађени све до деведесетих година двадесетог века, осим тела двоје чланова породице. Локација тела сазната је из тајних извештаја Јуровског. 22. јануара 2008. године, саопштено је да су нађени остаци за које се верује да припадају Алексеју и једној од његових сестара - Марији или Анастасији. Војвода од Единбурга, принц Филип, муж краљице Елизабете II, дао је крв на анализу, пошто је унук Александрине старије сестре. Тако су идентификоване Александра и њене кћерке. Николај је идентификован уз ДНК који је преузет, између осталих, и од његовог брата Џорџа који је умро од туберкулозе деведесетих година деветнаестог века.

## Сахрана
Александра, Николај, три кћерке и слуге које су убијене са њима су пренети у Катедралу Петра и Павла, где су их сахранили 1998. године на осамдесетогодишњицу смрти царске породице.

## Породично стабло
|  |                                                      |  |  |  |  |  |  |  |  |  |  |  |  |  |  |  |
|  | 16. Лудвиг I, велики војвода од Хесена и Рајне       |  |  |  |  |  |  |  |  |  |  |  |  |  |  |  |
|  |                                                      |  |  |  |  |  |  |  |  |  |  |  |  |  |  |  |
|  |                                                      |  |  |  |  |  |  |  |  |  |  |  |  |  |  |  |
|  | 8. Лудвиг II од Хесена и Рајне                       |  |  |  |  |  |  |  |  |  |  |  |  |  |  |  |
|  |                                                      |  |  |  |  |  |  |  |  |  |  |  |  |  |  |  |
|  |                                                      |  |  |  |  |  |  |  |  |  |  |  |  |  |  |  |
|  | 17. Лујза од Хесен-Дармштата                         |  |  |  |  |  |  |  |  |  |  |  |  |  |  |  |
|  |                                                      |  |  |  |  |  |  |  |  |  |  |  |  |  |  |  |
|  |                                                      |  |  |  |  |  |  |  |  |  |  |  |  |  |  |  |
|  | 4. Карл од Хесена и Рајне                            |  |  |  |  |  |  |  |  |  |  |  |  |  |  |  |
|  |                                                      |  |  |  |  |  |  |  |  |  |  |  |  |  |  |  |
|  |                                                      |  |  |  |  |  |  |  |  |  |  |  |  |  |  |  |
|  | 18. Карл Лудвиг од Бадена                            |  |  |  |  |  |  |  |  |  |  |  |  |  |  |  |
|  |                                                      |  |  |  |  |  |  |  |  |  |  |  |  |  |  |  |
|  |                                                      |  |  |  |  |  |  |  |  |  |  |  |  |  |  |  |
|  | 9. Вилхелмина Баденска                               |  |  |  |  |  |  |  |  |  |  |  |  |  |  |  |
|  |                                                      |  |  |  |  |  |  |  |  |  |  |  |  |  |  |  |
|  |                                                      |  |  |  |  |  |  |  |  |  |  |  |  |  |  |  |
|  | 19. Амалија од Хесен-Дармштата                       |  |  |  |  |  |  |  |  |  |  |  |  |  |  |  |
|  |                                                      |  |  |  |  |  |  |  |  |  |  |  |  |  |  |  |
|  |                                                      |  |  |  |  |  |  |  |  |  |  |  |  |  |  |  |
|  | 2. Лудвиг IV                                         |  |  |  |  |  |  |  |  |  |  |  |  |  |  |  |
|  |                                                      |  |  |  |  |  |  |  |  |  |  |  |  |  |  |  |
|  |                                                      |  |  |  |  |  |  |  |  |  |  |  |  |  |  |  |
|  | 20. Фридрих Вилхелм II                               |  |  |  |  |  |  |  |  |  |  |  |  |  |  |  |
|  |                                                      |  |  |  |  |  |  |  |  |  |  |  |  |  |  |  |
|  |                                                      |  |  |  |  |  |  |  |  |  |  |  |  |  |  |  |
|  | 10. Вилхелм од Пруске (1783—1851)                    |  |  |  |  |  |  |  |  |  |  |  |  |  |  |  |
|  |                                                      |  |  |  |  |  |  |  |  |  |  |  |  |  |  |  |
|  |                                                      |  |  |  |  |  |  |  |  |  |  |  |  |  |  |  |
|  | 21. Фредерика Лујза од Хесен-Дармштата               |  |  |  |  |  |  |  |  |  |  |  |  |  |  |  |
|  |                                                      |  |  |  |  |  |  |  |  |  |  |  |  |  |  |  |
|  |                                                      |  |  |  |  |  |  |  |  |  |  |  |  |  |  |  |
|  | 5. Елизабета од Пруске                               |  |  |  |  |  |  |  |  |  |  |  |  |  |  |  |
|  |                                                      |  |  |  |  |  |  |  |  |  |  |  |  |  |  |  |
|  |                                                      |  |  |  |  |  |  |  |  |  |  |  |  |  |  |  |
|  | 22. Фридрих V, ландгроф Хесен-Хомбурга               |  |  |  |  |  |  |  |  |  |  |  |  |  |  |  |
|  |                                                      |  |  |  |  |  |  |  |  |  |  |  |  |  |  |  |
|  |                                                      |  |  |  |  |  |  |  |  |  |  |  |  |  |  |  |
|  | 11. Landgravine Maria Anna of Hesse-Homburg          |  |  |  |  |  |  |  |  |  |  |  |  |  |  |  |
|  |                                                      |  |  |  |  |  |  |  |  |  |  |  |  |  |  |  |
|  |                                                      |  |  |  |  |  |  |  |  |  |  |  |  |  |  |  |
|  | 23. Landgravine Caroline of Hesse-Darmstadt          |  |  |  |  |  |  |  |  |  |  |  |  |  |  |  |
|  |                                                      |  |  |  |  |  |  |  |  |  |  |  |  |  |  |  |
|  |                                                      |  |  |  |  |  |  |  |  |  |  |  |  |  |  |  |
|  | 1. Александра Фјодоровна                             |  |  |  |  |  |  |  |  |  |  |  |  |  |  |  |
|  |                                                      |  |  |  |  |  |  |  |  |  |  |  |  |  |  |  |
|  |                                                      |  |  |  |  |  |  |  |  |  |  |  |  |  |  |  |
|  | 24. Франц, војвода од Сакс-Кобург-Залфелда           |  |  |  |  |  |  |  |  |  |  |  |  |  |  |  |
|  |                                                      |  |  |  |  |  |  |  |  |  |  |  |  |  |  |  |
|  |                                                      |  |  |  |  |  |  |  |  |  |  |  |  |  |  |  |
|  | 12. Ернест I од Сакс-Кобург и Салфелда               |  |  |  |  |  |  |  |  |  |  |  |  |  |  |  |
|  |                                                      |  |  |  |  |  |  |  |  |  |  |  |  |  |  |  |
|  |                                                      |  |  |  |  |  |  |  |  |  |  |  |  |  |  |  |
|  | 25. Аугуста од Ројс-Еберсдорфа                       |  |  |  |  |  |  |  |  |  |  |  |  |  |  |  |
|  |                                                      |  |  |  |  |  |  |  |  |  |  |  |  |  |  |  |
|  |                                                      |  |  |  |  |  |  |  |  |  |  |  |  |  |  |  |
|  | 6. Алберт од Саксен-Кобурга и Готе                   |  |  |  |  |  |  |  |  |  |  |  |  |  |  |  |
|  |                                                      |  |  |  |  |  |  |  |  |  |  |  |  |  |  |  |
|  |                                                      |  |  |  |  |  |  |  |  |  |  |  |  |  |  |  |
|  | 26. Augustus, Duke of Saxe-Gotha-Altenburg           |  |  |  |  |  |  |  |  |  |  |  |  |  |  |  |
|  |                                                      |  |  |  |  |  |  |  |  |  |  |  |  |  |  |  |
|  |                                                      |  |  |  |  |  |  |  |  |  |  |  |  |  |  |  |
|  | 13. Лујза од Сакс-Кобург и Алтенбурга                |  |  |  |  |  |  |  |  |  |  |  |  |  |  |  |
|  |                                                      |  |  |  |  |  |  |  |  |  |  |  |  |  |  |  |
|  |                                                      |  |  |  |  |  |  |  |  |  |  |  |  |  |  |  |
|  | 27. Duchess Louise Charlotte of Mecklenburg-Schwerin |  |  |  |  |  |  |  |  |  |  |  |  |  |  |  |
|  |                                                      |  |  |  |  |  |  |  |  |  |  |  |  |  |  |  |
|  |                                                      |  |  |  |  |  |  |  |  |  |  |  |  |  |  |  |
|  | 3. Алиса од Велике Британије                         |  |  |  |  |  |  |  |  |  |  |  |  |  |  |  |
|  |                                                      |  |  |  |  |  |  |  |  |  |  |  |  |  |  |  |
|  |                                                      |  |  |  |  |  |  |  |  |  |  |  |  |  |  |  |
|  | 28. Џорџ III                                         |  |  |  |  |  |  |  |  |  |  |  |  |  |  |  |
|  |                                                      |  |  |  |  |  |  |  |  |  |  |  |  |  |  |  |
|  |                                                      |  |  |  |  |  |  |  |  |  |  |  |  |  |  |  |
|  | 14. Едвард, војвода од Кента и Стратхорна            |  |  |  |  |  |  |  |  |  |  |  |  |  |  |  |
|  |                                                      |  |  |  |  |  |  |  |  |  |  |  |  |  |  |  |
|  |                                                      |  |  |  |  |  |  |  |  |  |  |  |  |  |  |  |
|  | 29. Шарлота од Мекленбург-Штрелица                   |  |  |  |  |  |  |  |  |  |  |  |  |  |  |  |
|  |                                                      |  |  |  |  |  |  |  |  |  |  |  |  |  |  |  |
|  |                                                      |  |  |  |  |  |  |  |  |  |  |  |  |  |  |  |
|  | 7. Викторија Хановерска                              |  |  |  |  |  |  |  |  |  |  |  |  |  |  |  |
|  |                                                      |  |  |  |  |  |  |  |  |  |  |  |  |  |  |  |
|  |                                                      |  |  |  |  |  |  |  |  |  |  |  |  |  |  |  |
|  | 30. Франц, војвода од Сакс-Кобург-Залфелда (= 24)    |  |  |  |  |  |  |  |  |  |  |  |  |  |  |  |
|  |                                                      |  |  |  |  |  |  |  |  |  |  |  |  |  |  |  |
|  |                                                      |  |  |  |  |  |  |  |  |  |  |  |  |  |  |  |
|  | 15. Викторија, војвоткиња од Кента и Стратхорна      |  |  |  |  |  |  |  |  |  |  |  |  |  |  |  |
|  |                                                      |  |  |  |  |  |  |  |  |  |  |  |  |  |  |  |
|  |                                                      |  |  |  |  |  |  |  |  |  |  |  |  |  |  |  |
|  | 31. Аугуста од Ројс-Еберсдорфа (= 25)                |  |  |  |  |  |  |  |  |  |  |  |  |  |  |  |
|  |                                                      |  |  |  |  |  |  |  |  |  |  |  |  |  |  |  |
|  |                                                      |  |  |  |  |  |  |  |  |  |  |  |  |  |  |  |

## Породица

### Супружник
| име                      | слика | датум рођења  | датум смрти   |
| ------------------------ | ----- | ------------- | ------------- |
| Николај II Александрович |       | 18. мај 1868. | 17. јул 1918. |

### Деца
| име                    | слика | датум рођења       | датум смрти   |
| ---------------------- | ----- | ------------------ | ------------- |
| Олга Николајевна       |       | 15. новембар 1895. | 17. јул 1918. |
| Татјана Николајевна    |       | 10. јун 1897.      | 17. јул 1918. |
| Марија Николајевна     |       | 26. јун 1899.      | 17. јул 1918. |
| Анастасија Николајевна |       | 18. јун 1901.      | 17. јул 1918. |
| Алексеј Николајевич    |       | 12. август 1904.   | 17. јул 1918. |